# Volvo 260
Die Serie Volvo 260 umfasst die PKW-Modelle Volvo 262, 262 C, 264 und 265 des schwedischen Autoherstellers Volvo.

## Modellgeschichte

### Allgemeines
Im August 1974 wurde zusammen mit der Serie 240 die neue Limousine Volvo 264 als Nachfolger des Volvo 164 eingeführt. Der 264 war eine gehobenere Version der 244 und unterschied sich äußerlich durch rechteckige Scheinwerfer (rund bei der 244), eine andere Kühlergrillgestaltung mit dezentriertem Logo, größere, umlaufendere Rückleuchten sowie unterschiedliche Stoßstangen. Unter der Haube kamen ausschließlich Sechszylindermotoren zum Einsatz, im Gegensatz zu den Vierzylindermotoren der 244. Die Kugelumlauflenkung des 164 wurde durch eine Zahnstangenlenkung ersetzt. Die Vorderachse war eine Federbeinachse mit unterem Querlenker und Stabilisator, die Hinterachse eine starre Achse, geführt an vier Längslenkern und einem Panhardstab, ebenfalls mit Stabilisator.
Er wurde zunächst in den Ausstattungsvarianten DL (De Luxe – Basisausstattung mit Stoffpolstern und Vergasermotor) und GL (Grand Luxe – Luxusausstattung mit Velours- oder Lederpolstern und Einspritzmotor) angeboten, ab 1976 auch als GLE (Grand Luxe Executive) mit serienmäßiger Klimaanlage, Metalliclackierung und Einspritzmotor.
Der Kombi Volvo 265 wurde zum Spätsommer 1975 eingeführt. Ausschließlich für den US-Markt gab es in den Modelljahren 1976 und 1977 auch eine zweitürige Limousine mit Sechszylindermotor. Sie trug die Bezeichnung Volvo 262 und wurde in nur 3239 Exemplaren hergestellt.

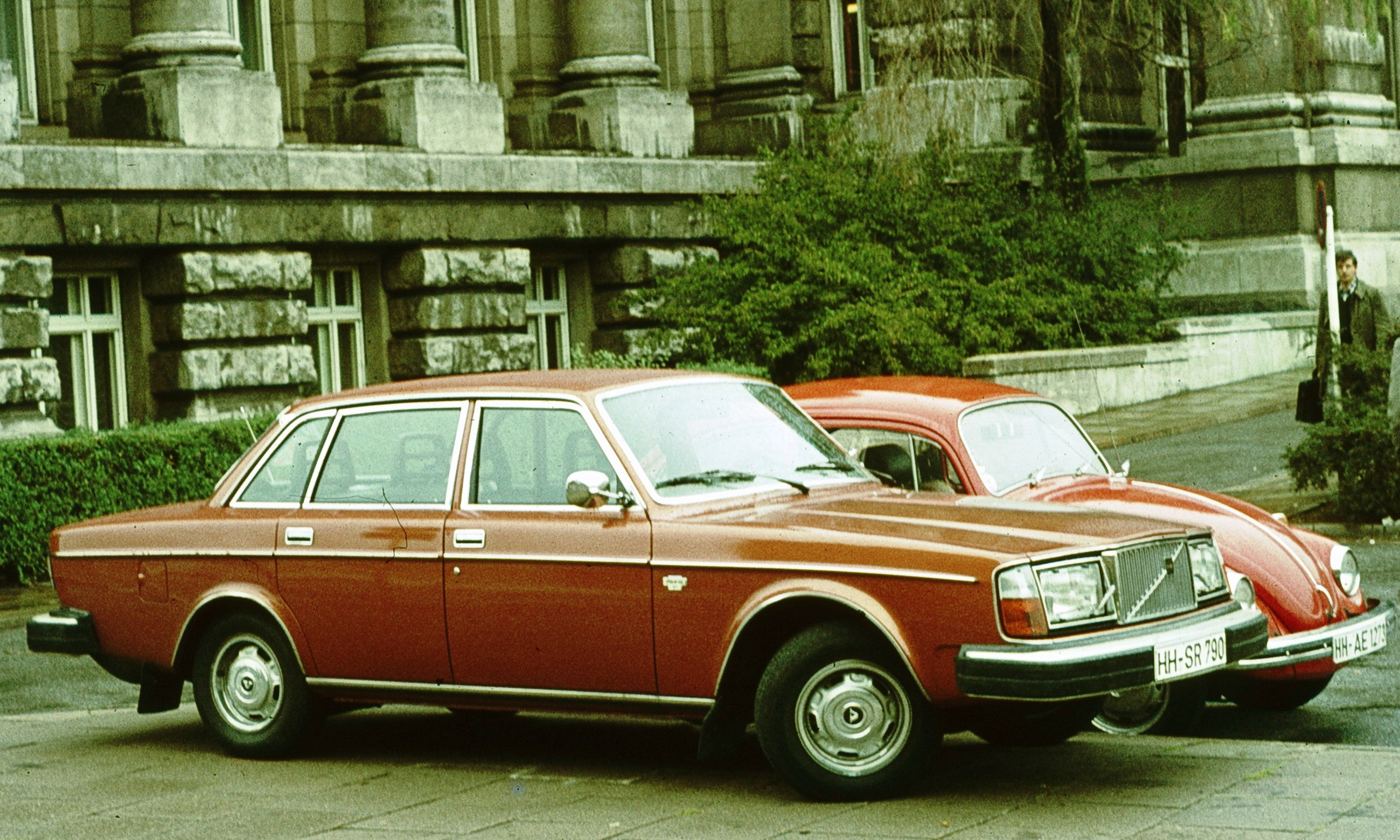
Volvo 264
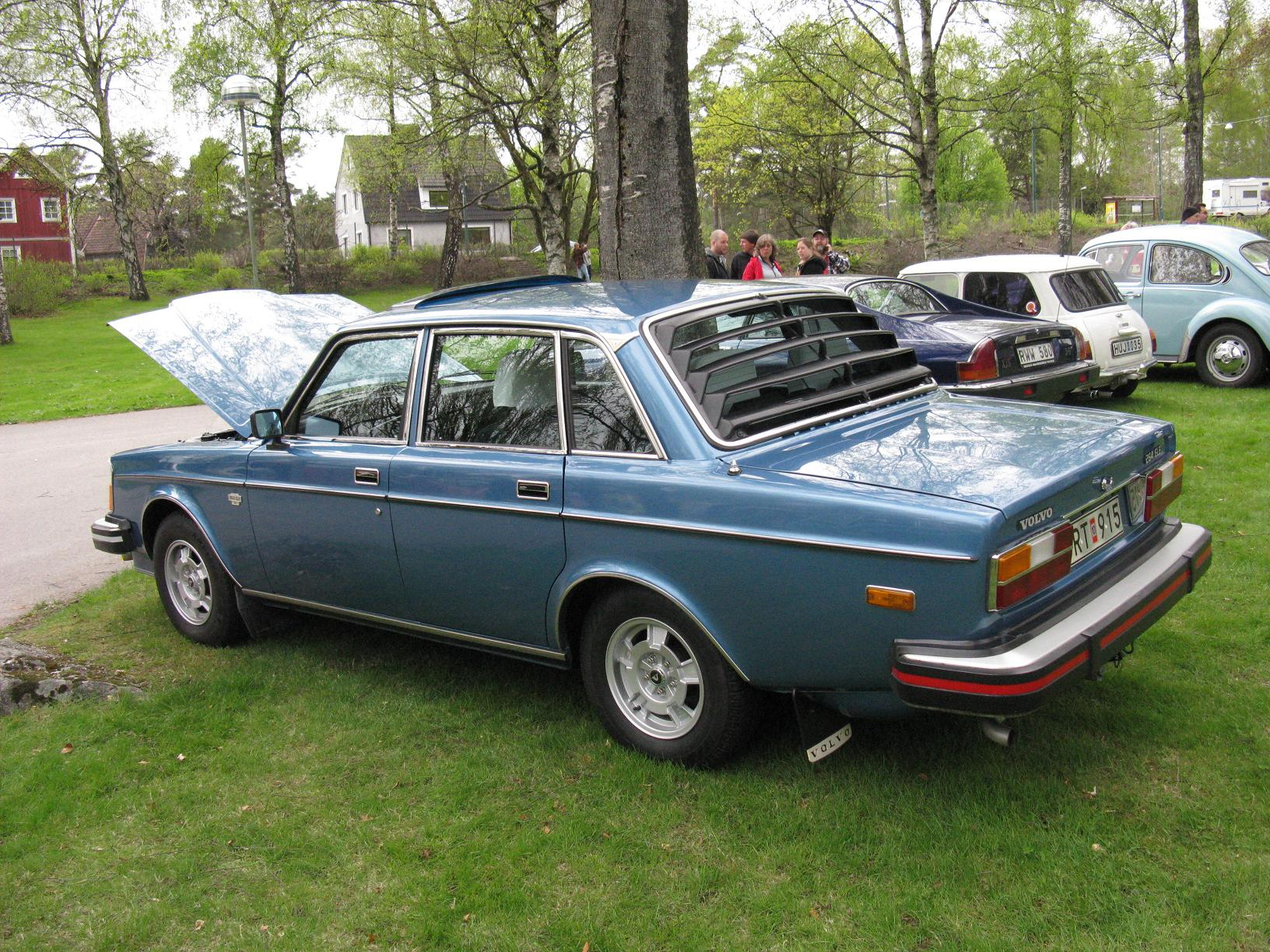
Volvo 264 GLE
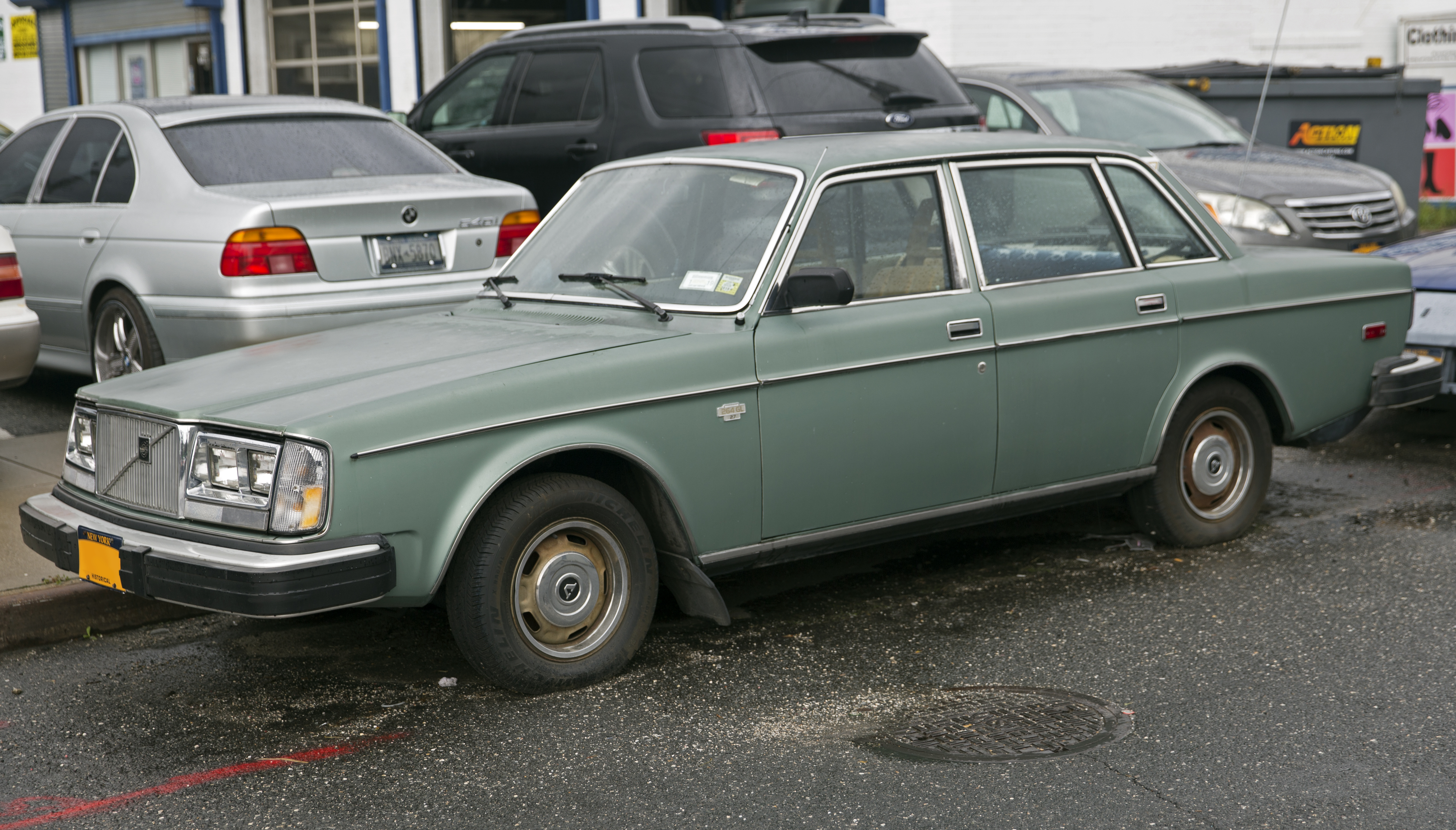
1978 Volvo 264 GL, US-Version
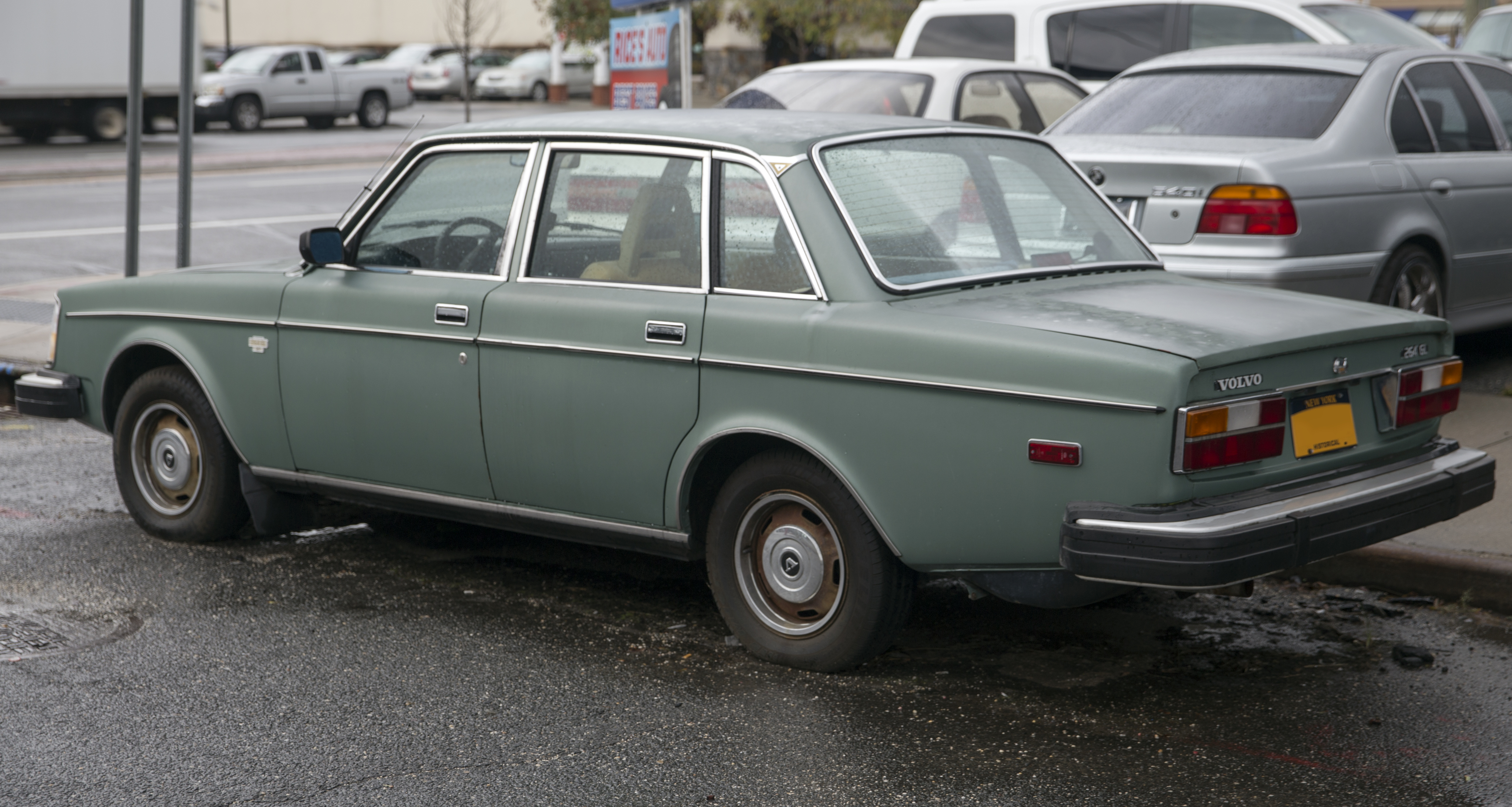
1978 Volvo 264 GL, US-Version (Heckansicht)
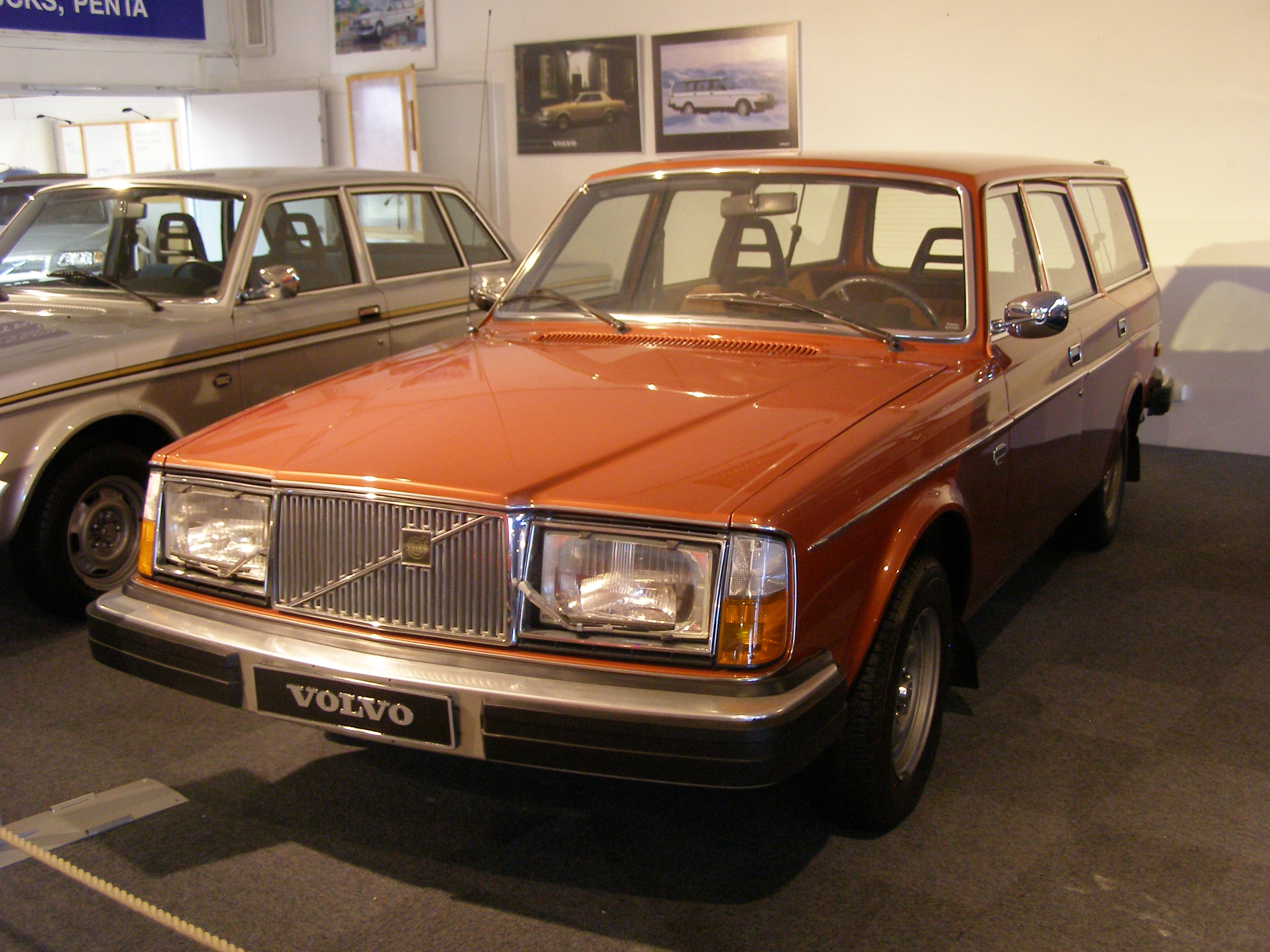
Volvo 265 (Volvo Museum)
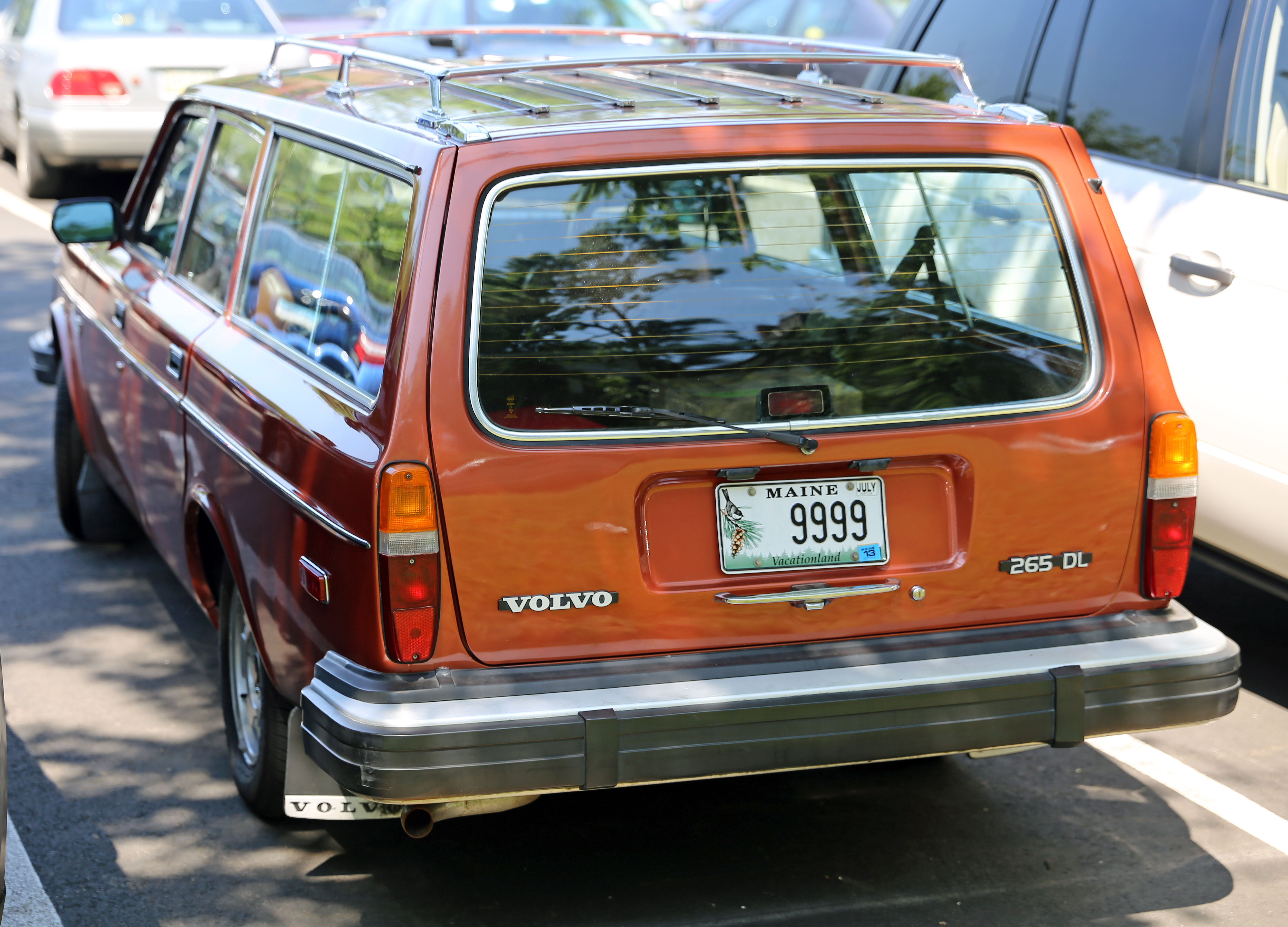
Volvo 265 DL

### Ausstattungsvarianten
Die 264 war in drei Ausstattungsvarianten erhältlich: DL (De Luxe – Basisausstattung mit Stoffpolstern und Vergasermotor), GL (Grand Luxe – Luxusausstattung mit Velours- oder Lederpolstern und Einspritzmotor) und ab 1976 GLE (Grand Luxe Executive – mit serienmäßiger Klimaanlage, Metalliclackierung und Einspritzmotor). Als Antrieb diente ausschließlich ein 2,7-Liter-V6-PRV-Motor, wahlweise mit Vergaser (125 PS) oder Einspritzung (140 PS). Es standen drei Getriebe zur Verfügung: eine manuelle 4-Gang-Schaltung, dieselbe mit elektrischer Overdrive-Option und eine 3-Gang-Automatik. Ab Spätsommer 1975 ergänzte der Kombi Volvo 265 die Modellpalette.
Er basierte auf dem Volvo 244, unterschied sich von diesem äußerlich jedoch durch Rechteckscheinwerfer, eine vorgezogene Haubennase, größere Rückleuchten sowie durch Sechs- statt Vierzylindermotoren. Die Kugelumlauflenkung des 164 wurde durch eine Zahnstangenlenkung ersetzt. Vorn findet sich eine Federbeinachse mit unterem Querlenker und Stabilisator, die Hinterachse ist starr und wird an vier Längslenkern sowie einem Panhardstab geführt, auch hier verbaute Volvo einen Stabilisator. Sowohl vorn als auch hinten gibt es Schraubenfedern. Gegenüber den 240er-Modellen sind beim 264 die vorderen Bremsscheiben innenbelüftet. Der cw-Wert des 264 beträgt 0,46.

### Technik
Sowohl vorn als auch hinten wurden Schraubenfedern verwendet. Die vorderen Bremsscheiben des 264 waren innenbelüftet, der cw-Wert betrug 0,46.
Die Sicherheitsausstattung blieb jedoch unbeeinträchtigt. Die Motorenpalette umfasste einen 2,4-Liter-Turbodiesel mit 107 PS, Vierzylinder-Benzinmotoren mit 1.986 cm³ und 2.316 cm³ (Saugmotoren mit 112 bzw. 129 PS, Turbomotoren mit 155 bzw. 200 PS) sowie eine nicht aufgeladene Version des 2,4-Liter-Sechszylinder-Dieselmotors (82 PS). Aufgrund steuerlicher Bestimmungen wurden die 2,3-Liter-Benzinmodelle in Italien nicht importiert.

### Modellpflege
Im Spätsommer 1978 bekamen Volvo 262 C und Volvo 264 einen geänderten, nach unten gezogenen Kofferraumdeckel und neue, auch von der Seite sichtbare Rückleuchten.
Im Herbst 1980 wurden im Rahmen einer Modellpflege bei allen Fahrzeugen der Baureihe 260 u. a. Armaturenbrett, Scheinwerfer und Blinker geändert. Zudem gab es schmale Stoßstangen mit schwarzem Kunststoffüberzug. Das Coupé konnte nun auch mit lackiertem Dach anstelle des Kunstlederbezugs bestellt werden. Der Motor war überarbeitet worden und leistete von diesem Zeitpunkt an 155 PS (114 kW) bei einem Hubraum von 2849 cm³.
Im Frühjahr 1982 wurde die Produktion der Limousinen zugunsten des Volvo 760 eingestellt. Die Fertigung des Coupés lief etwa zum selben Zeitpunkt aus. Der Kombi hingegen war auf manchen Märkten (z. B. Großbritannien, nicht Deutschland) unter der Bezeichnung „Volvo 260“ noch bis Herbst 1984 im Angebot. Seine Produktion endete mit Einführung des Volvo 760 Kombi.

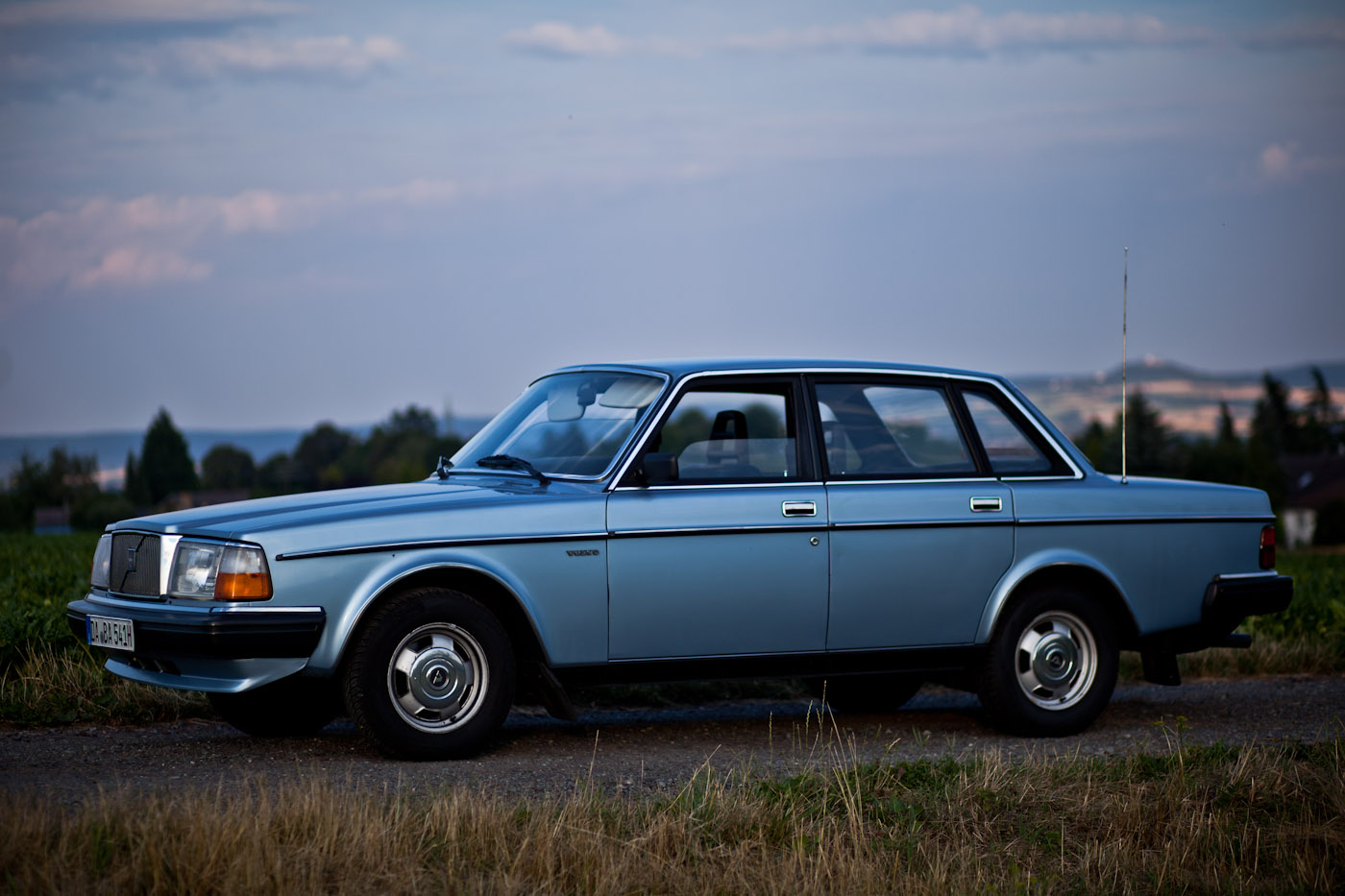
Volvo 264 GL (1980–1982)
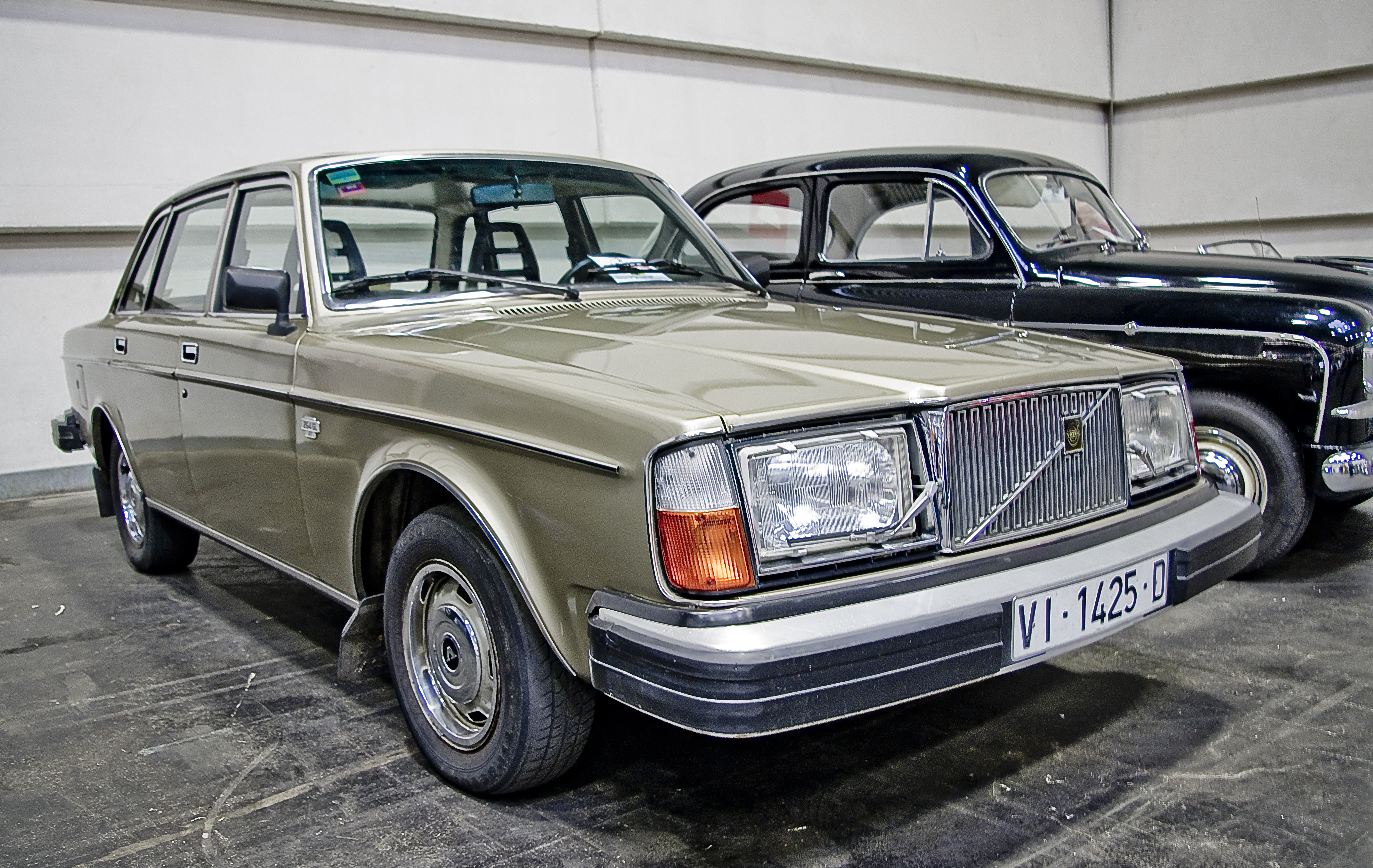
1977 Volvo 264  GL
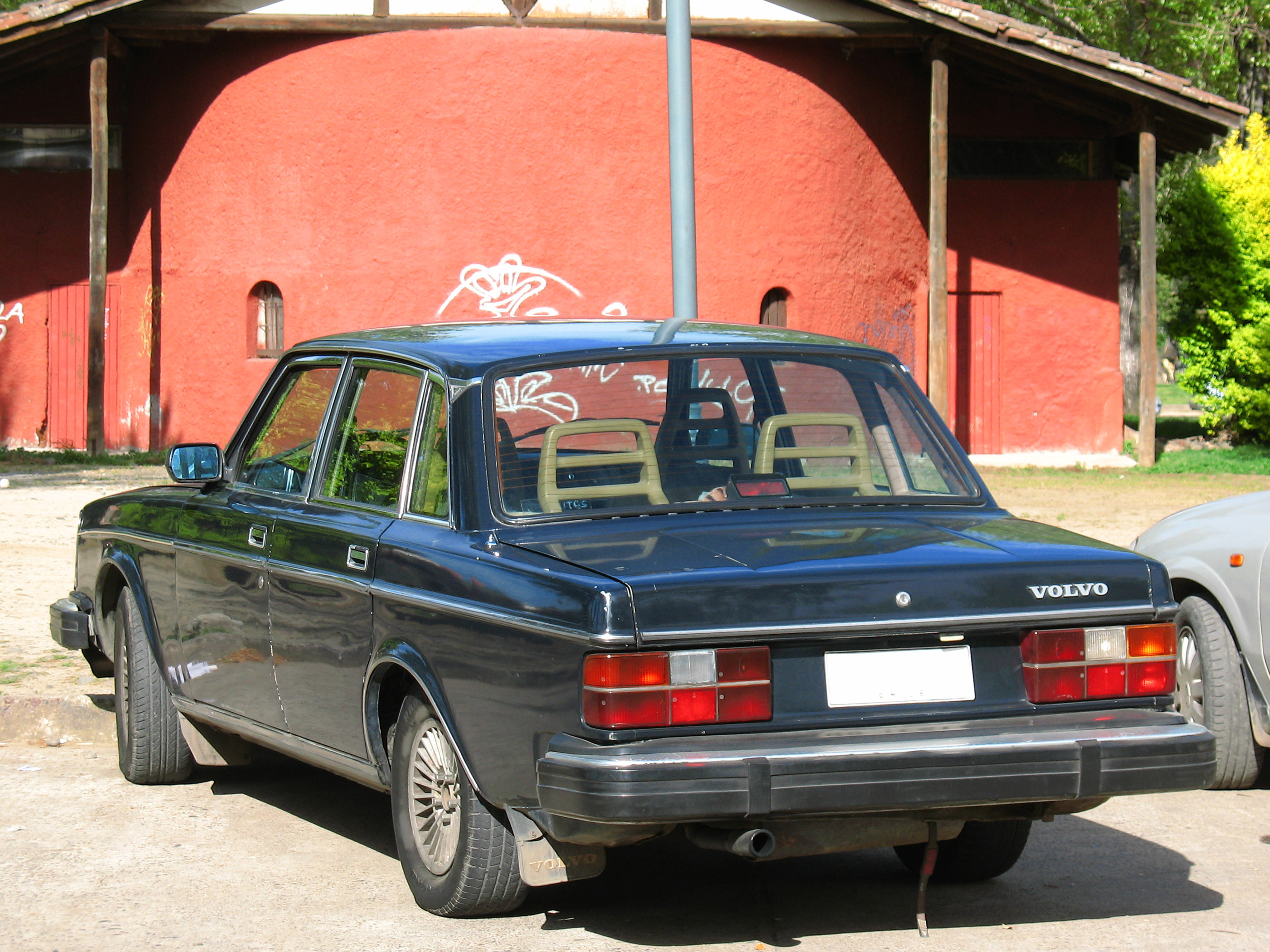
Volvo 264 GL

## Motoren
Der Volvo 264 wurde von einem V-Sechszylindermotor mit zunächst 2,7 Litern Hubraum angetrieben. Er war gemeinsam von Peugeot, Renault und Volvo entwickelt worden. Diese als „PRV-Motor“ bekannte Maschine wurde zunächst sowohl als Vergasermotor (B27A) als auch als Einspritzmotor (B27E) angeboten. Die Leistung betrug im Modelljahr 1975 125 PS (Vergaserversion) bzw. 140 PS (Einspritzversion). Die Produktion der Vergaserausführung wurde zum Ende des Modelljahres 1980 eingestellt. Der B27E bekam zum Modelljahr 1979 einen anderen Ansaugkrümmer und andere Nockenwellen. Mit einer leicht erhöhten Verdichtung leistete er nunmehr 148 PS. Zu Beginn des Modelljahres 1980 wurde der Hubraum der Einspritzversion auf 2,8 Liter vergrößert und die Leistung auf 155 PS erhöht (Motor B28E).
Da der V6-Motor ursprünglich als V8-Aggregat geplant war, betrug der Winkel der Zylinderbänke 90 Grad, was bei einem V8-Motor gleichmäßige Zündabstände von 90 Grad ergeben hätte. Aufgrund der Ölkrise in den frühen 1970er Jahren wurde die Zylinderzahl des Motors jedoch noch in der Entwicklung um zwei auf sechs reduziert. Bei 90 Grad Zylinderbankwinkel ergaben sich somit ungleiche Zündwinkel von 90 und 150 Grad, was zu einer Beeinträchtigung der Laufruhe führte.
Der Motorblock bestand aus Leichtmetall, mit eingelegten Graugussbuchsen. Die Ventilsteuerung erfolgte über zwei Steuerketten. Motorversionen, die auf diesem Motor aufbauen, wurden auch in Modellen von Renault (R30, R25, Espace, Alpine), Peugeot (504 Coupé/Cabriolet, 604, 505), Lancia Thema, DeLorean und im Volvo 760/780 verbaut. Obwohl ausreichend Platz unter der langen Motorhaube vorhanden war und sich prinzipiell ein laufruhiger Otto-Reihensechszylinder angeboten hätte, wurde ein solcher im Gegensatz zum Vorgängermodell Volvo 164 nicht verwendet.

## Volvo 262 Coupé
Ebenfalls 1975 wurde ausschließlich für den US-Markt das zweitürige Coupé Volvo 262 eingeführt, das bis 1977 in nur 3.239 Exemplaren produziert wurde. 1977 folgte die gehobenere Volvo 262 C, die in Zusammenarbeit mit dem italienischen Karosseriebauer Bertone gefertigt wurde.
Das Coupé zeichnete sich durch ein um 10 cm niedrigeres Dach mit Kunstlederbezug und eine stärker geneigte Frontscheibe aus. Im Spätsommer 1978 erhielten die Modelle 262 C und 264 einen modifizierten, nach unten gezogenen Kofferraumdeckel und neue, von der Seite sichtbare Rückleuchten. Im Herbst 1980 wurde im Rahmen einer Modellpflege das Armaturenbrett, die Scheinwerfer und die Blinker überarbeitet. Die Stoßstangen waren nun schmaler und mit schwarzem Kunststoff überzogen. Das Coupé konnte optional mit lackiertem Dach statt Kunstlederbezug bestellt werden. Der Motor wurde überarbeitet, hatte nun 2.849 cm³ Hubraum und leistete 155 PS (114 kW).

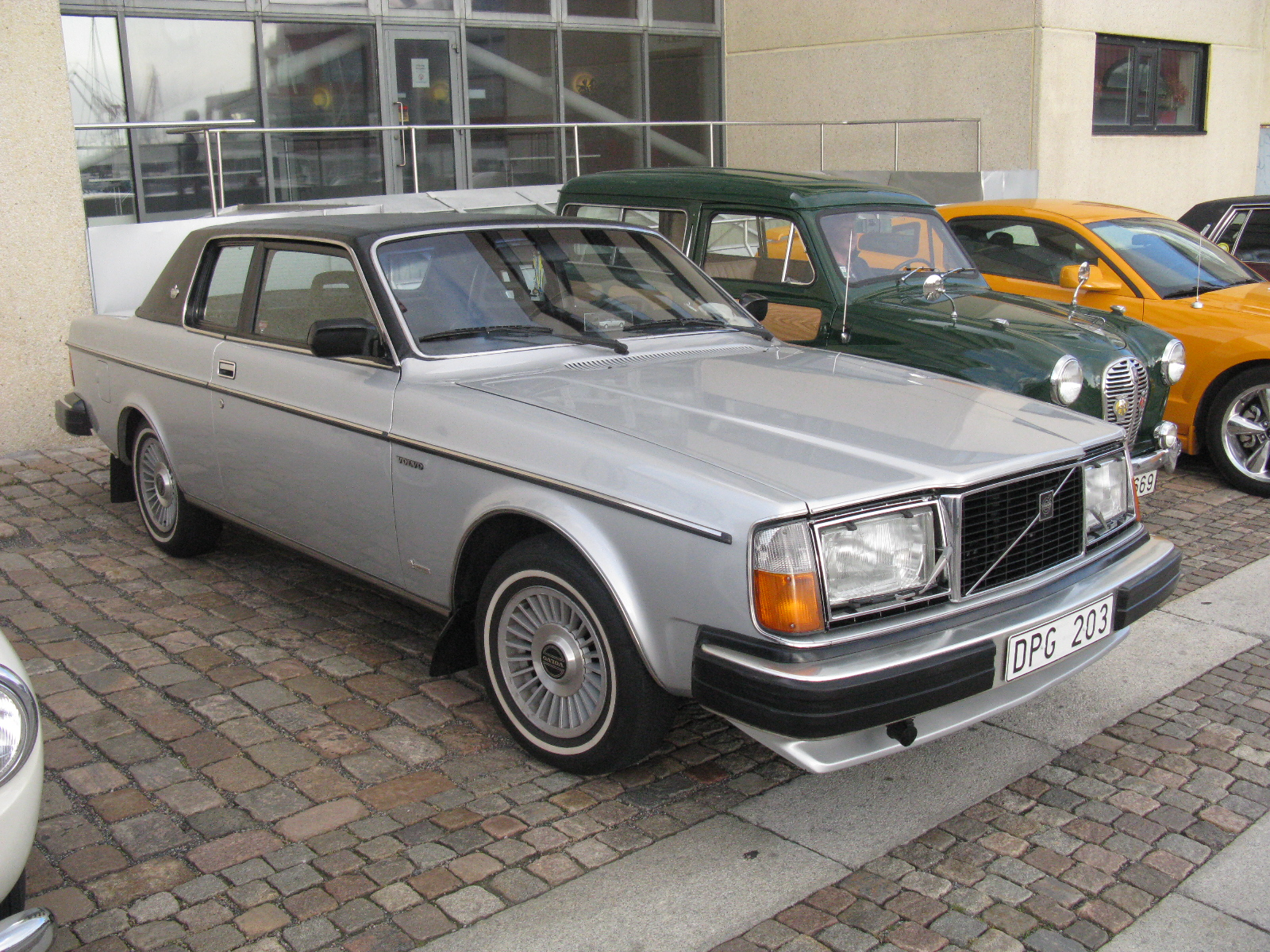
Volvo 262 C (1978–1980)
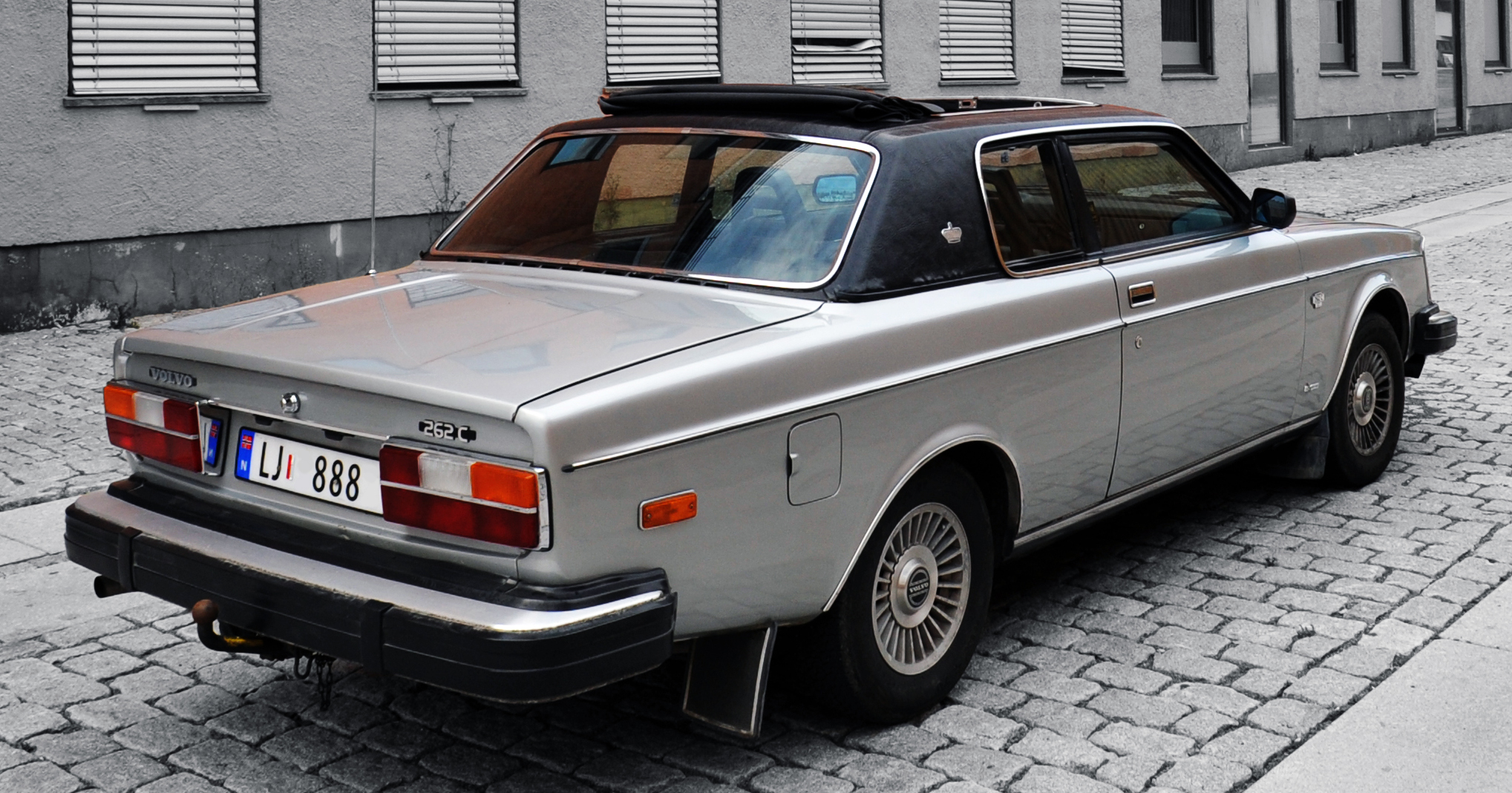
Heckansicht
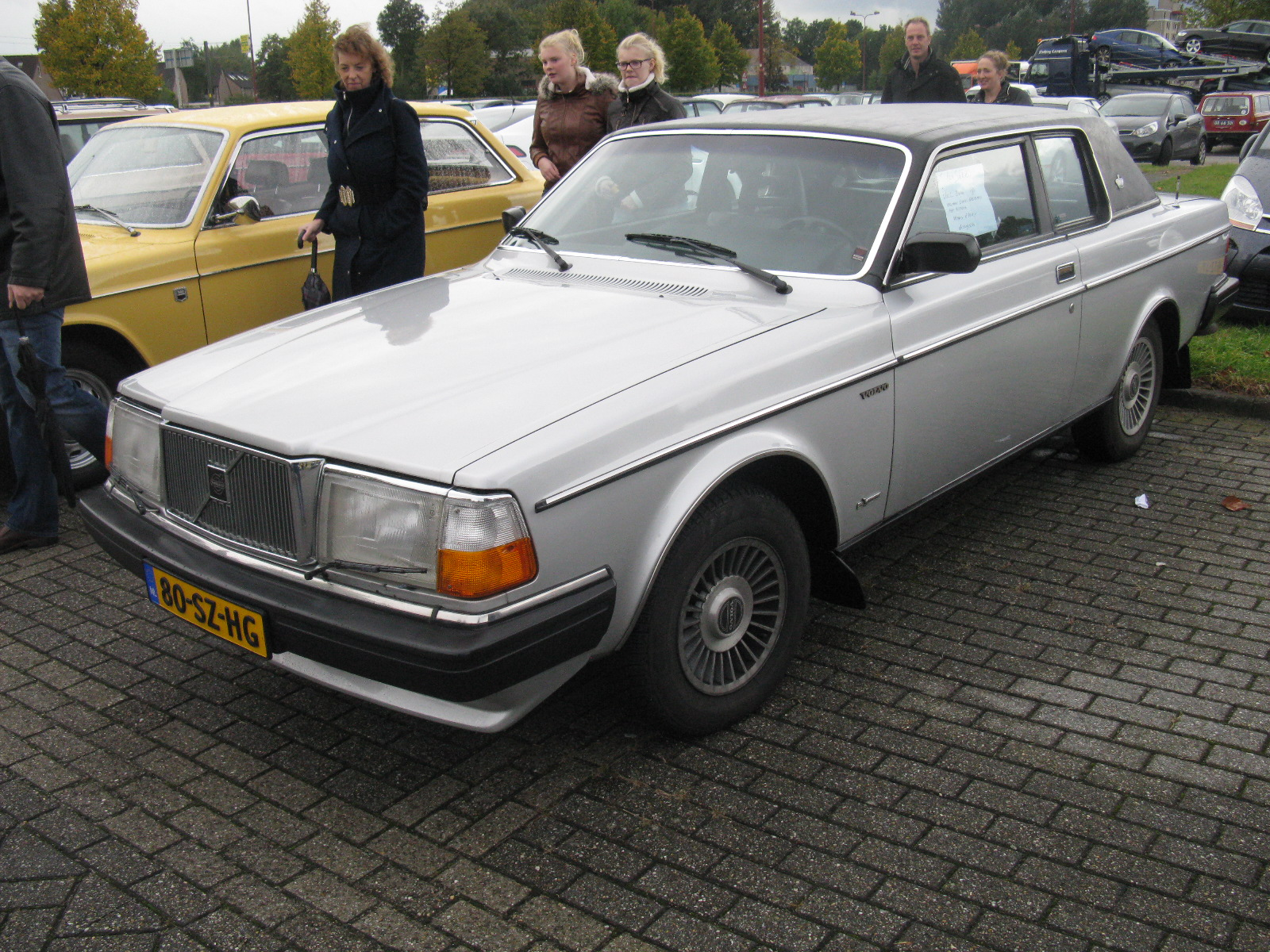
Volvo 262 C (1980–1982)

## Volvo 264 TE

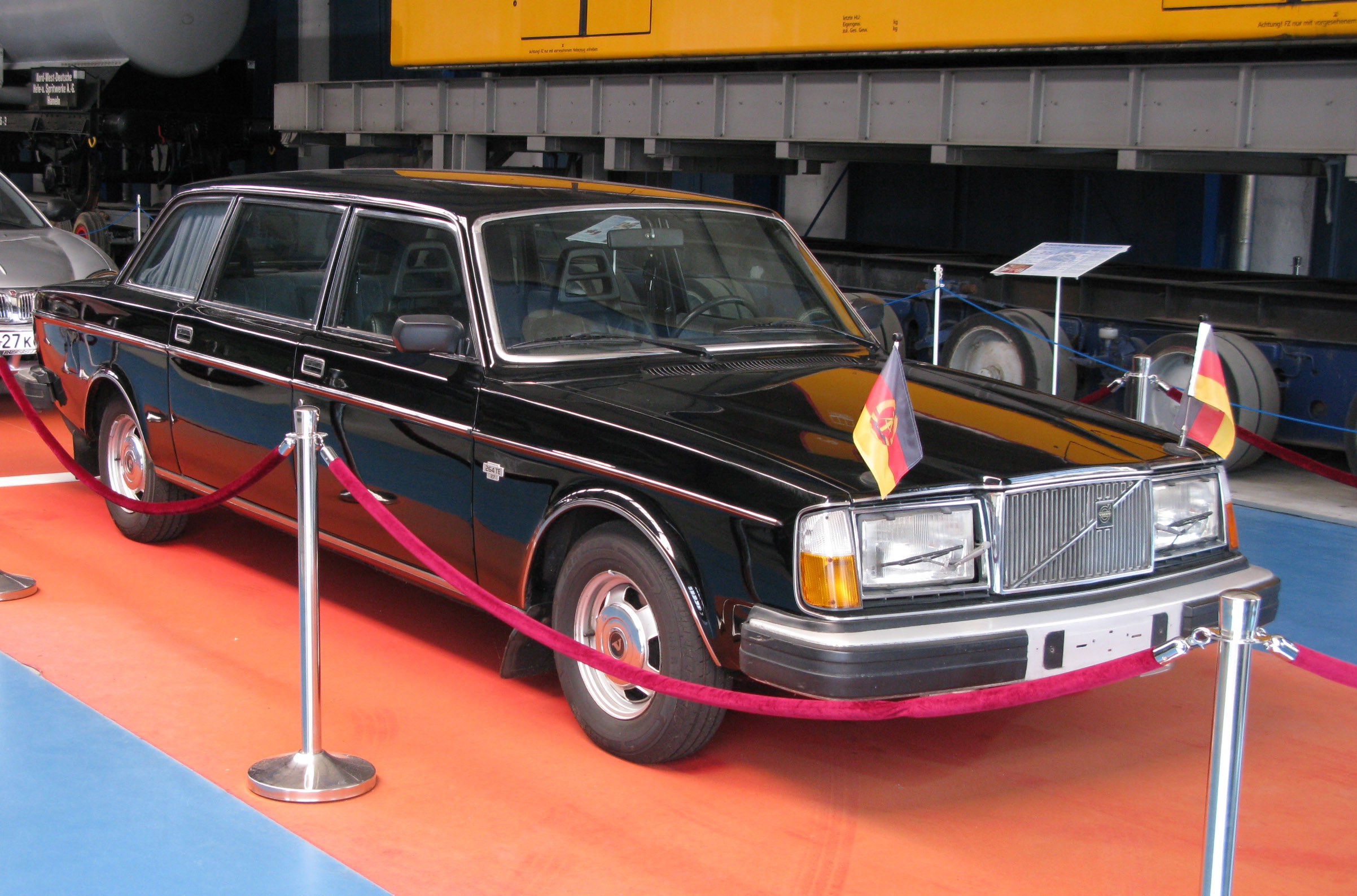
Volvo 264 TE im Oldtimer Museum Rügen

Als Repräsentationsfahrzeug, u. a. für den Staatsfuhrpark in Schweden sowie der DDR, wurden zunächst bei Bertone in Italien, später in der Karosseriefabrik Yngve Nilssons in Laholm/Schweden um 70 cm verlängerte Limousinen gefertigt. Diese trugen die Bezeichnung Volvo 264 TE (Top Executive). Diese Fahrzeuge hatten eine spezielle Innenausstattung aus Leder bzw. blauem oder hellgrauem Edelvelours.
Vor der Rücksitzbank befand sich eine dritte Sitzreihe mit zwei Klappsitzen. Zwischen 1976 und 1984 wurden weltweit 335 Wagen des Typs 264 TE verkauft. Davon gingen 135 Stück in die DDR sowie zwei auf dem 264 TE basierende Landaulets. Das norwegische Königshaus nutzte zeitweise einen silberfarbenen Volvo 264 TE als Repräsentationsfahrzeug.